# Anna Terrón i Cusí
Anna Terrón i Cusí este un om politic spaniol, membru al Parlamentului European în perioada 1999-2004 din partea Spaniei. 
1. ↑   (PDF) https://www.udg.edu/ca/portals/4/pais_convidat/20200130%20Dossier%20Delegacions.pdf?ver=2020-05-05-093931-127 Lipsește sau este vid: |title= (ajutor)
2. ↑  Deputații în Parlamentul European